# Млака-Антинська
Млака-Антинська (хорв. Mlaka Antinska) — населений пункт у Хорватії, у Вуковарсько-Сремській жупанії у складі громади Тординці.

## Населення
Населення за даними перепису 2011 року становило 77 осіб.
Динаміка чисельності населення поселення:

## Клімат
Середня річна температура становить 11,12 °C, середня максимальна – 25,56 °C, а середня мінімальна – -6,08 °C. Середня річна кількість опадів – 660 мм.
| Клімат поселення                              | Клімат поселення | Клімат поселення | Клімат поселення | Клімат поселення | Клімат поселення | Клімат поселення | Клімат поселення | Клімат поселення | Клімат поселення | Клімат поселення | Клімат поселення | Клімат поселення | Клімат поселення |
| Показник                                      | Січ.             | Лют.             | Бер.             | Квіт.            | Трав.            | Черв.            | Лип.             | Серп.            | Вер.             | Жовт.            | Лист.            | Груд.            |                  |
| Середній максимум, °C                         | 5,92             | 8,01             | 12,60            | 17,28            | 22,64            | 25,56            | 25,22            | 24,90            | 20,90            | 15,40            | 9,40             | 5,50             |                  |
| Середня температура, °C                       | −0,07            | 2,00             | 6,60             | 11,30            | 16,65            | 19,56            | 21,20            | 20,90            | 16,90            | 11,40            | 5,40             | 1,50             |                  |
| Середній мінімум, °C                          | −6,08            | −3,99            | 0,61             | 5,30             | 10,64            | 13,59            | 17,24            | 16,92            | 12,91            | 7,40             | 1,42             | −2,49            |                  |
| Норма опадів, мм                              | 43               | 38               | 41               | 51               | 60               | 82               | 66               | 62               | 50               | 55               | 61               | 51               |                  |
| Середньомісячна швидкість вітру, м/с          | 2.29             | 2.50             | 2.80             | 2.70             | 2.40             | 2.20             | 2.20             | 2.00             | 2.00             | 2.10             | 2.20             | 2.30             |                  |
| Середньомісячна сонячна радіація, кДж/м²·день | 4295             | 6972             | 11021            | 15589            | 19434            | 21808            | 22302            | 20374            | 15058            | 9540             | 4866             | 3581             |                  |
| --------------------------------------------- | ---------------- | ---------------- | ---------------- | ---------------- | ---------------- | ---------------- | ---------------- | ---------------- | ---------------- | ---------------- | ---------------- | ---------------- | ---------------- |
| Джерело:                                      |                  |                  |                  |                  |                  |                  |                  |                  |                  |                  |                  |                  |                  |